# Doug Saunders

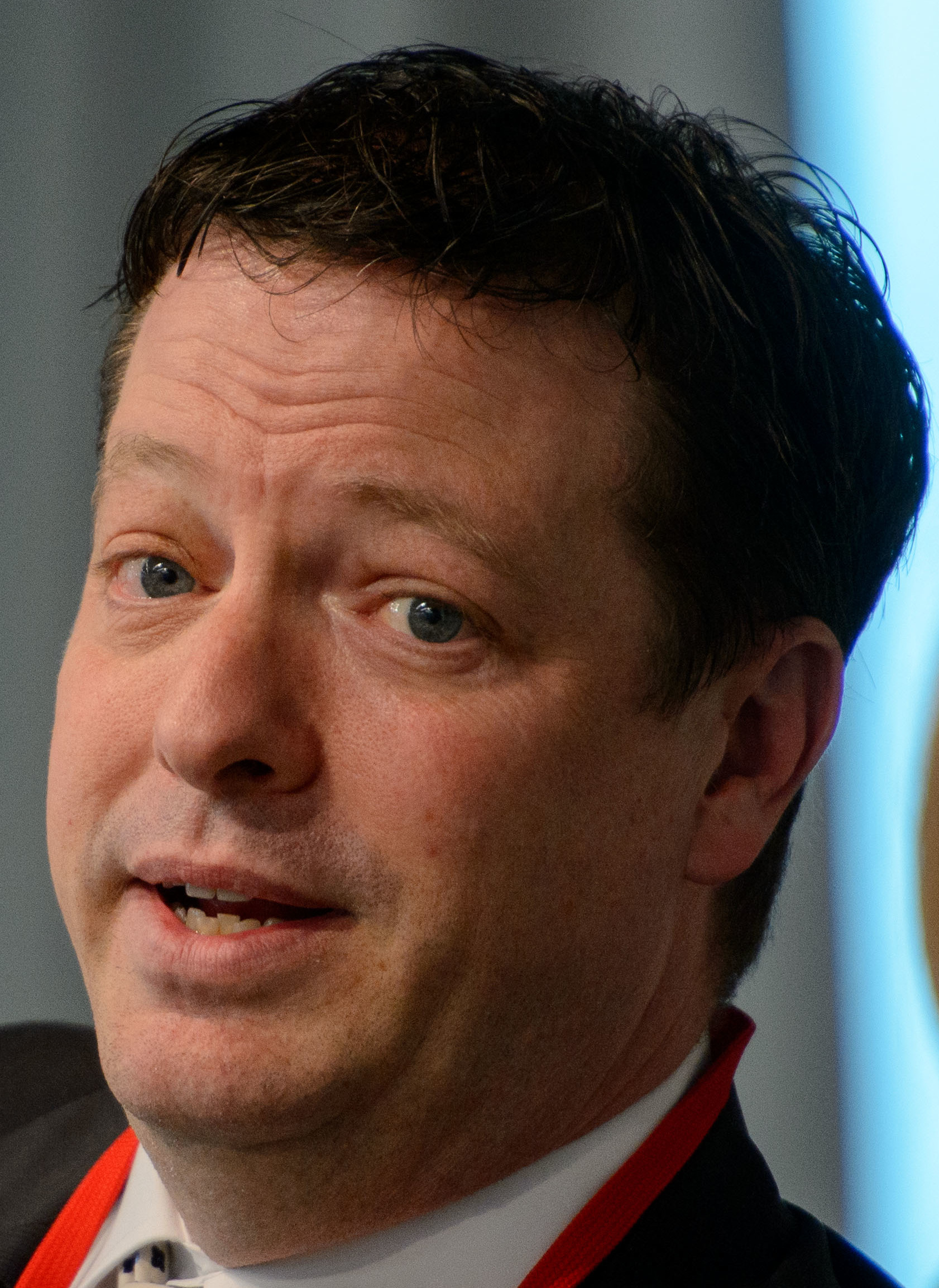
Doug Saunders, 2014

Douglas Richard Alan Saunders, als Autor: Doug Saunders (* 1967 in Hamilton (Ontario), Kanada) ist ein britisch-kanadischer Journalist und Autor.

## Leben
Saunders genoss seine Erziehung in Toronto und besuchte dort sieben Jahre lang die York University, ohne jedoch einen Abschluss zu machen. Seine ersten journalistischen Erfahrungen sammelte er als Chef des Ottawa-Büros des Nachrichtendienstes Canadian University Press. Anfang der 1990er Jahre wurde er bekannt durch die damals neue journalistische Tätigkeit als online researcher und computergestützte Reportagen. 1995 wurde er von der kanadischen Tageszeitung The Globe and Mail als Schreiber von Features angestellt. 1996 hatte er sich dann bereits einen Ruf als Spezialist für populäre Themen aus der Welt der Medien, Kultur und Reklame machen können. Er wurde durch die 1999 angetretene Position als Korrespondent in Los Angeles in Kalifornien mit seinen Berichten über die sozialen Veränderungen in den USA in Kanada noch bekannter. Seit 2004 lebt er als Chef des Europa-Büros seiner Zeitung in London.
Auf seinen ausgedehnten Reisen durch Europa, den Nahen Osten, Nordafrika und den Indischen Subkontinent fand er den Stoff für seine bisher (2012) veröffentlichten Bücher, die weltweiten Wanderungsbewegungen in die Städte und die Aufstandsbewegungen (Arabellion) in der Islamischen Welt. Innerhalb von drei Jahren besuchte er so unterschiedliche Orte wie Berlin-Kreuzberg, das East End in London, die Banlieue um Paris, die Favelas von Rio de Janeiro, die Slums von Lagos in Nigeria, in Bombay in Indien oder in Kairo in Ägypten und die Barrios in Los Angeles.

## Preise und Auszeichnungen
- 1988, 1999 und 2000: Den kanadischen National Newspaper Award jeweils für seine kritischen Berichte
- 2006: National Newspaper Award als bester Kolumnist in Kanada
- 2010/2011: Donner Prize (Kanada) für sein Werk Arrival City
- 2011: Finalist Lionel Gelber Prize für das beste Buch zu internationalen Themen
- 2011: Shaughnessy Cohen Prize for Political Writing ebenfalls für Arrival City
- 2016: Erich-Schelling-Architekturpreis (Schelling Architektur-Theoriepreis)

## Veröffentlichungen
- Arrival City: How the Largest Migration in History is Reshaping Our World. Knopf Canada, Toronto 2011, ISBN 978-0-307-39689-1 (paperback).
  - deutsch: Arrival City. Über alle Grenzen hinweg ziehen Millionen Menschen vom Land in die Städte. Von ihnen hängt unsere Zukunft ab, übersetzt von Werner Roller. Karl Blessing Verlag, München 2011, ISBN 978-3-89667-392-3.[1]
- The Myth of the Muslim Tide, Knopf Canada, Toronto 2012, ISBN 978-0-307-36207-0.
  - deutsch: Mythos Überfremdung: Eine Abrechnung, übersetzt von Werner Roller. Karl Blessing Verlag, München 2012, ISBN 978-3-89667-486-9.
- Der Umbau der Zwischenstadt. In: Klaus Schäfer (Hrsg.): Aufbruch aus der Zwischenstadt. Urbanisierung durch Migration und Nutzungsmischung. transcript UrbanStudies, Bielefeld 2018, ISBN 978-3-8376-4365-7, S. 20–39